# 椛島健治
椛島 健治（かばしま けんじ、1970年〈昭和45年〉5月27日 - ）は、日本の医師、医学者。京都大学大学院医学研究科・医学部皮膚科学教授。

## 経歴
岐阜県生まれ、北九州育ち。住んでいた北九州市のはずれ町の一人しかいない開業医が昼夜を問わず働く姿をみて、人の役に立つ医師になりたいと思うようになった。父の転勤にともなって転校した千葉高校を卒業し、自由な学風に憧れて京都大学医学部に進学した。学生時代に魅了されていた免疫を研究する対象として目で見える臓器である皮膚を選び、当時アトピー性皮膚炎の治療戦略は混沌としていてアトピービジネスと呼ばれるエビデンスのない民間療法や健康食品が溢れていたのを見て、アトピー性皮膚炎のステロイド外用薬に代わる治療法を確立することに研究生活を捧げようと決意した。2020年にアトピー性皮膚炎に対する世界初のJAK阻害薬のデルゴシチニブ軟膏を世に送り出し、かゆみを抑えるIL-31受容体の中和抗体ネモリズマブの開発にも携わった。また40歳からマラソンを始め、47歳で160km超のウルトラトレイルランニングレースを完走した。京都大学iPS細胞研究所名誉所長の山中伸弥とはマラソン仲間。

## 略歴
- 1996年 京都大学医学部卒業
- 1996年 横須賀米海軍病院インターン
- 1997年 京都大学医学部附属病院皮膚科研修医
- 1997年 ワシントン大学医学部付属病院 内科・皮膚科 レジデント
- 1999年 京都大学大学院医学研究科 博士課程
- 2003年 京都大学大学院医学研究科 皮膚科学 助手
- 2003年 カリフォルニア大学サンフランシスコ校医学部免疫学教室
- 2005年 産業医科大学皮膚科助教授
- 2008年 京都大学大学院医学研究科 創薬医学融合拠点・皮膚科（兼任）准教授
- 2010年 京都大学大学院医学研究科 皮膚科学 准教授
- 2015年 京都大学大学院医学研究科 皮膚科学 教授

## 学術賞
- 2004年 日本皮膚科学会皆見省吾記念賞(第69回)[6]
  - Prostaglandin E2-EP4 Signaling Initiates Skin Immune Responses by Promoting Migration and Maturation of Langerhans Cells ＜Nature Medicine, 9:744-749, 2003.＞
- 2009年 日本研究皮膚科学会賞(第10回)[7]
- 2012年 日本医師会医学研究奨励賞[8]
  - 免疫・アレルギー疾患の発症における皮膚の役割の解明
- 2014年 日本学術振興会賞[9]
  - アトピー性皮膚炎の病態解明と新規治療法及び非侵襲的診断技術の開発
- 2019年 文部科学大臣表彰 科学技術賞[10]　インターロイキン-31阻害によるそう痒抑制の研究
- 2019年 日本免疫学会賞　皮膚を場とした免疫ダイナミズムの分子基盤の研究
- 2023年 Research Achievement Award in Autoimmune and Inflammatory Skin Disorders(American Skin Association)
- 2024年 持田記念学術賞[11]
  - 炎症性皮膚疾患の免疫学的メカニズムの解明と制御の研究

## 書籍
専門書籍
- 『実験医学 - 治療の概念が変わる かゆみのサイエンス』2021年2月 Vol.39 No.3 （羊土社）（企画:入江浩之、椛島健治）ISBN 978-4758125406
- 『標準免疫学　第4版』（監修：宮坂昌之、編集:小安重夫、椛島健治）（2021年3月、医学書院）ISBN 978-4260042383
- 『エビデンスに基づく皮膚科新薬の治療指針』（著者:椛島健治、宮地良樹）（2021年6月、中山書店）ISBN 978-4521749174
- 『今日の皮膚疾患治療指針 第5版』（編集:佐藤伸一、藤本学、門野岳史、椛島健治）（2022年2月、医学書院）ISBN 978-4260045933

一般書籍
- モンティ・ライマン『皮膚、人間のすべてを語る : 万能の臓器と巡る10章』（翻訳:塩﨑香織 制作協力: 椛島健治)（2022年5月、みすず書房）ISBN 978-4-622-09092-2
- 『人体最強の臓器皮膚のふしぎ : 最新科学でわかった万能性』（著者:椛島健治）（2022年12月、ブルーバックス講談社）ISBN 978-4-06-530387-0

## 関連人物
- 成宮周 - 博士課程の指導教官[3]
- 山中伸弥 - マラソン仲間[3]